# Kolkowo
Kolkowo (deutsch Kolkau, früher Kollkau; kaschubisch Kolkòwò) ist ein erloschener Ort in der polnischen Woiwodschaft Pommern im Verwaltungsbezirk Landgemeinde Gniewino (Gnewin) im Powiat Wejherowski (Kreis Neustädter Kreis).

## Geographische Lage
Die Ortsstelle des Dorfs liegen an der Grenze zwischen Hinterpommern und der historischen Region Westpreußen; bis zur Ostsee sind es 14 Kilometer in nördlicher Richtung, die Kreisstadt Wejherowo (Neustadt in Westpreußen) liegt 16 Kilometer in südöstlicher Richtung.
In südöstlicher Nachbarschaft befindet sich das seit 1986 bestehenden Wasserrückhaltebecken Zbiornik Czymanowo (Czimmanauer Stausee) für das Pumpspeicherkraftwerk Zarnowitz (polnisch Elektrownia Wodna Żarnowiec), südwestlich des Zarnowitzer Sees (Jezioro Żarnowieckie).

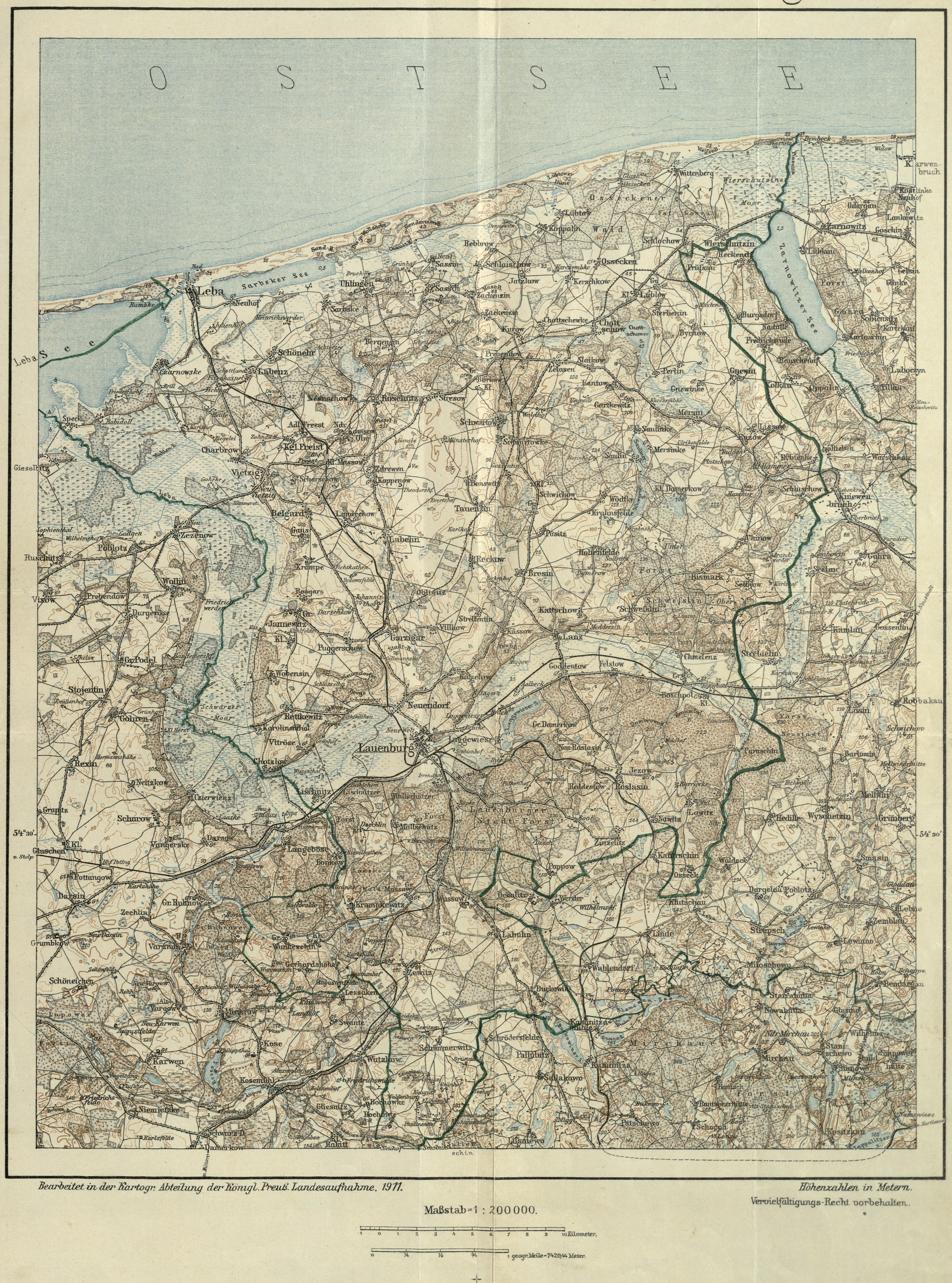
Kolkau, ostsüdöstlich der Stadt Leba an der Ostsee, nordöstlich der Stadt Lauenburg in Pommern, südlich des Zarnowitzer Sees und östlich des Dorfs Gnewin, auf einer Landkarte von 1911

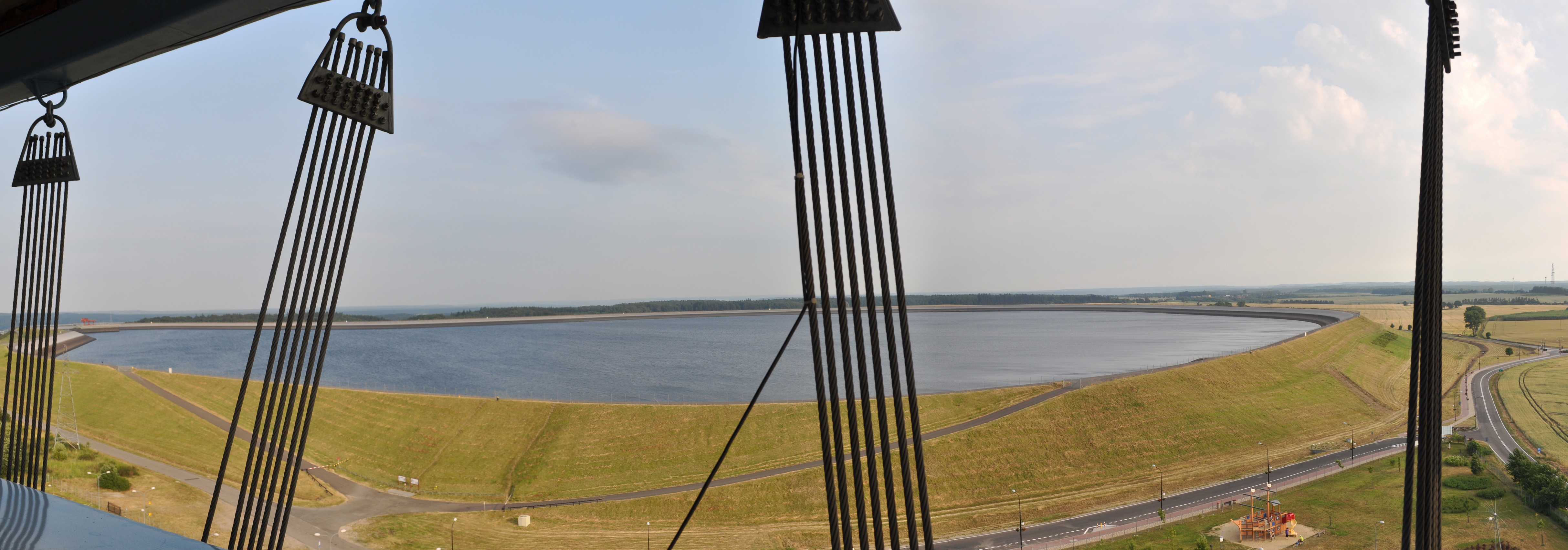
Stausee bei Czymanowo (Czimmanau)

## Geschichte
Das bis 1945 Kolkau (1400 Colkow, später auch Kolukowo, Kolkow) genannte Dorf in Pommerellen war zur Zeit des Deutschen Ordens um 1400 ein polnisches Zinsdorf, von dem an den Orden Kuh-, Ziegen- und Schweinezins, also nach altem polnischen Recht, entrichtet wurde. Kolkau gehörte seinerzeit zum Burgbezirk Putzig und war gegenüber der Ordensburg Putzig dienstpflichtig. 1433 verleiht der Danziger Ordenskomtur Walter Kirskorb dem Matthis Floder von Kolkow die Fischerei mit einem Garn am Strande der Czarnowitzer Beke.
Um 1780 grenzte die Gemarkung des Dorfs Kolkow an die Dörfer Ribienke, Lissow, Enzow und Gnewin.
Um 1840 war in Kolkow eine neue Kalkbrennerei in Betrieb genommen worden.
Im 19. Jahrhundert war Kolkau ein Rittergut.
Am 21. März 1874 wurde es Amtsdorf und namensgebend für einen Amtsbezirk, der zum Kreis Neustadt in Westpreußen im Regierungsbezirk Danzig der preußischen Provinz Westpreußen gehörte. Ihm waren anfangs acht Dörfer zugeordnet.
Um 1903 hatte das Gut Kolkau, zu dem eine Stärkefabrik und eine Ziegelei gehörten, eine Flächengröße von 765 Hektar; Besitzer des Guts waren die Jochheimschen Erben.
Nach dem Ersten Weltkrieg wurde am 2. August 1919 ein Teil des Amtsbezirks in den Kreis Lauenburg in Pommern im Regierungsbezirk Köslin der Provinz Pommern umgegliedert, der Rest blieb weiterhin unter dem Namen „Amtsbezirk Kolkau“ zum Kreis Neustadt zugehörig, musste jedoch aufgrund der Bestimmungen des Versailler Vertrags am 10. Januar 1920 zum Zweck der Einrichtung des Polnischen Korridors an Polen abgetreten werden.
Am 1. April 1927 hatte das Gut Kolkau eine Flächengröße von 516 Hektar, und am 16. Juni 1925 hatte der Gutsbezirk 209 Einwohner. Zu gleichen Zeiten hatte der Forstgutsbezirk Nadolle eine Flächengröße von 453 Hektar und 17 Einwohner. Am 30. September 1928 wurden der Gutsbezirk Kolkau und der Forstgutsbezirk Nadolle zur Landgemeinde Kolkau zusammengeschlossen.
Die Gemeinde Kolkau hatte 1930 eine Fläche von 9,7 km²; innerhalb der Gemeindegrenzen, wo Kolkau die einzige Wohnstätte war, standen zwanzig bewohnte Wohnhäuser. Das Dorf war Sitz eines Standesamtes und gehörte zum Amtsgericht Lauenburg in Pommern. Dort war auch das zuständige Arbeitsgericht, während die Landwirtschaftskammer sowie die Handwerkskammer in Stettin, die Industrie- und Handelskammer in Stolp ansässig waren. Stolp war auch Sitz des Gewerbeaufsichtsamtes.
Gegen Ende des Zweiten Weltkrieges wurde die Region im Frühjahr 1945 von der Roten Armee besetzt. Bald darauf wurde Kolkau zusammen mit Hinterpommern und Westpreußen von der Sowjetunion der Volksrepublik Polen zur Verwaltung überlassen. Anschließend begann die Zuwanderung polnischer Zivilisten, von denen die einheimischen Dorfbewohner aus ihren Häusern und Gehöften gedrängt wurden. Der Ortsname Kolkau wurde zu Kolkowo polonisiert. In der darauf folgenden Zeit wurden die einheimischen Dorfbewohner mit wenigen Ausnahmen von der polnischen Administration aus Kolkau vertrieben.
Das Dorf ist eine Ortschaft im Verbund der Landgemeinde Gniewino im Powiat Wejherowski, bis 1998 der Woiwodschaft Gdańsk und seither der Woiwodschaft Pommern zugehörig.
Als die Pläne reiften, im Zusammenhang der Errichtung des Pumpspeicherkraftwerks Żarnowiec den Stausee Czymanowo anzulegen, wurde das Dorf 1974 aufgegeben. Die Ortsstelle versank in dem 1,22 km² großen, mit 13 Millionen Kubikmetern Wasser gefüllten Staubecken.

### Demographie
| Jahr | Einwohner | Anmerkungen                                                                              |
| ---- | --------- | ---------------------------------------------------------------------------------------- |
| 1818 | 44        | Dorf, adlige Besitzung; davon 21 Lutheraner und 23 Katholiken                            |
| 1852 | 83        | Dorf                                                                                     |
| 1864 | 215       | Gutsbezirk                                                                               |
| 1867 | 235       | am 3. Dezember, Gutsbezirk                                                               |
| 1871 | 205       | am 1. Dezember, Gutsbezirk, davon 154 Evangelische und 51 Katholiken, in 15 Wohngebäuden |
| 1910 | 177       | [ 17 ]                                                                                   |
| 1925 | 226       | in 20 Häusern, darunter 172 Evangelische und 52 Katholiken                               |
| 1933 | 228       | [ 18 ]                                                                                   |
| 1939 | 231       | [ 18 ]                                                                                   |

### Amtsbezirk Kolkau (1874–1945)
Der Amtsbezirk Kolkau bestand ursprünglich aus acht Dörfern, zu denen später drei weitere hinzu kamen:
| Deutscher Name | Polnischer Name | Bemerkungen                         |
| -------------- | --------------- | ----------------------------------- |
| Fredrichsrode  | Strzebielinko   |                                     |
| Kolkau         | Kolkowo         |                                     |
| Nadolle        | Nadole          |                                     |
| Nadolle, Forst |                 | 1928 nach Kolkau eingemeindet       |
| Prüssau        | Prusewo         |                                     |
| Rauschendorf   | Czymanowo       |                                     |
| Reckendorf     | Brzyno          | 1928 nach Prüssau eingemeindet      |
| später:        |                 |                                     |
| Burgsdorf      | Toliszczek      | 1936 nach Bychow eingemeindet       |
| Rieben         | Rybno           |                                     |
| Oppalin        | Opalino         | 1928 nach Rauschendorf eingemeindet |

Am 1. Januar 1945 gehörten noch drei Gemeinden zum Amtsbezirk Kolkau: Kolkau, Prüssau und Rauschendorf.

## Kirche

### Kirchspiel bis 1945
Vor 1945 war die Dorfbevölkerung mehrheitlich evangelischer Konfession. Für evangelische Einwohner war die evangelische Pfarrei Gnewin im Kirchenkreis Lauenburg in Pommern in der Kirchenprovinz Pommern der Kirche der Altpreußischen Union zuständig.
Katholiken gehörten zur katholischen Pfarrei Wierschutzin in der Freien Prälatur Schneidemühl.

### Polnisches Kirchspiel seit 1945
Die seit 1945 und Vertreibung der einheimischen Dorfbewohner anwesende polnische Einwohnerschaft war überwiegend katholisch. Die katholischen Kirchenglieder waren nach Gniewino orientiert, deren Pfarrei zum Bistum Pelplin der Katholischen Kirche in Polen gehört.
Evangelische Polen waren der Kirchengemeinde in Lębork (Lauenburg) zugeordnet, einer Filialgemeinde der Kreuzkirche in Stolp in der Diözese Pommern-Großpolen der Evangelisch-Augsburgischen Kirche in Polen.

## Persönlichkeiten
- Hermann Günther Jochheim (1817–1893), deutscher Kaufmann und Abgeordneter, verstarb am 8. Juni 1893 in Kolkau

## Verkehr
Der Zbiornik Czymanowo mit der untergegangenen Ortsstelle Kolkowos liegt an einer wenig befahrenen Nebenstraße, die Gniewino (Gnewin) mit Czymanowo (Rauschendorf) verbindet. Bis 1945 gab es die Bahnstation „Kolkau-Gnewin“, später nur noch „Gniewino“ genannt. Sie lag an der Bahnstrecke Neustadt–Garzigar (polnisch: Wejherowo–Garczegorze) der Lauenburger Bahnen. Sie war nach 1945 noch in Betrieb, hat in zwischen jedoch den Betrieb eingestellt. Auch eine östlich von Kolkau verlaufende neu gebaute Bahnstrecke zum Pumpspeicherkraftwerk Żarnowiec und zum Kernkraftwerk Żarnowiec ist nicht mehr in Betrieb.